# Les Genevez
Les Genevez − miejscowość i gmina w północno-zachodniej Szwajcarii, w kantonie Jura, w okręgu Franches-Montagnes.

## Demografia
W Les Genevez mieszka 516 osób. W 2020 roku 6,4% populacji gminy stanowiły osoby urodzone poza Szwajcarią. 